# Fonderie du bastion Saint-Jean
La Fonderie du bastion Saint-Jean se trouve dans l’arrondissement historique du Vieux-Québec, près de la porte Saint-Jean, en surplomb du plateau et de la rivière Saint-Charles. Le bâtiment est situé dans le parc de l'Artillerie; composante du lieu historique national des fortifications de Québec.
Le bâtiment industriel en brique rouge datant du début du XXe siècle est un assemblage de deux volumes, soit un bloc de 25 pieds (7,6 mètres) de haut coiffé d’un toit pentu en cuivre et une longue structure à toit plat qui suit le mur ouest.

## Autres noms
- Arsenal Foundry - St. John Bastion
- Fonderie de l'Arsenal
- La fonderie de l'Artillerie

## Raisons de la désignation[1]
La fonderie du bastion Saint-Jean a été officiellement reconnue pour plusieurs raisons, notamment son importance historique, ses qualités esthétiques et d'exécution, ainsi que son impact environnemental. En témoignant du passé militaro-industriel de Québec, elle rappelle l'époque où l'Arsenal du Dominion avait établi ses quartiers généraux dans l'ancien Parc de l'Artillerie. En tant que créatrice d'emplois, la fonderie représente l'évolution du secteur manufacturier de Québec au cours du XXe siècle, tout en soulignant également la contribution des femmes à l'industrie de guerre de cette période.
Dotée d'une architecture évoquant le classicisme des premières centrales hydroélectriques du XXe siècle, la fonderie de l'Arsenal constitue un bel exemple de bâtiment industriel de cette époque. Le choix des matériaux et la qualité de sa construction ont permis de préserver son excellent état de conservation. Lors de sa restauration, certains ajouts ont été démolis pour rétablir l'environnement d'origine. Malgré ses dimensions imposantes, la fonderie s'intègre harmonieusement dans le terre-plein du bastion sans perturber l'image des fortifications environnantes.
Située à proximité de la porte Saint-Jean, la fonderie joue un rôle important en tant qu'accueil et centre d'interprétation du parc de l'Artillerie, attirant ainsi de nombreux visiteurs. En tant que site historique national situé dans le Vieux-Québec, il fait partie intégrante du patrimoine mondial de l'humanité.

## Cartoucherie

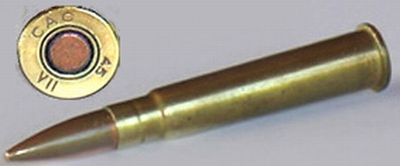
Le .303 British est une munition d'origine britannique. Créée à la fin du XIXe siècle, elle a longtemps servi de munition militaire, avant d'être reléguée, après les années 1960, au rang de munition sportive.

### Le .303 British
Développée en 1889 pour le fusil Lee-Metford, la munition .303 British apparaît à une époque où les principales puissances militaires adoptent de nouvelles armes légères pour leurs armées après l'invention par le Français Paul Vieille de la poudre sans fumée et l'adoption par les armées françaises du fusil Lebel en 1886 sous l'impulsion du ministre de la Guerre de l'époque, le général Georges Boulanger. Les Allemands développent à cette époque la Patrone M/88 — ancêtre de la 7,92 × 57 Mauser — pour le Gewehr 1888. C'est dans un calibre classique pour l'époque, le .303, que la munition est créée, comprenant une ogive arrondie de 215 grains (13,9 g), chemisée d'un alliage de cupronickel et d'une charge de 71,5 grains (4,6 g) de poudre noire. À partir de 1891, la cordite, inventée en 1889 en Angleterre et composée de 58% de nitroglycérine, 37% de nitrocellulose et 5% de vaseline, est utilisée dans le cartouche Mark 1 qui, utilisant la même ogive de 215 grains, la propulse en moyenne à 600 m s−1 avec une pression de la chambre d'environ 241 MPa,
La cartouche militaire britannique de .303 British fut règlementaire dans la British Army, les troupes du Commonwealth et de nombreux pays politiquement proches de Londres entre 1895 et 1960. Depuis cette date elle est devenue une munition de chasse et de tir.

## Valeur patrimoniale[2]
La fonderie du bastion Saint-Jean est un édifice fédéral du patrimoine reconnu en raison de son importance historique, de l’intérêt qu’elle présente sur le plan architectural et de la place privilégiée qu’elle occupe dans son milieu.

### Valeur historique
La Fonderie du Bastion Saint-Jean constitue un exemple significatif de l'architecture liée au développement militaro-industriel à la fin du XIXe siècle et au début du XXe siècle.

### Valeur architecturale
La fonderie du bastion Saint-Jean présente des caractéristiques architecturales typiques de l'industrie du début du XXe siècle, rappelant le style classique des premières centrales hydroélectriques. Sa structure auto-porteuse comprend une grande salle intérieure avec des murs en maçonnerie apparente et des fermes de toiture en métal, reflétant les normes de construction de l'époque. Ce bâtiment fonctionnel met en évidence une exécution soignée ainsi que l'utilisation de matériaux de qualité tels que la maçonnerie et la fondation en pierre.

### Valeur environnementale
La présence de la fonderie du bastion Saint-Jean contribue à maintenir le caractère historiquement militaire du site patrimonial du Parc-de-l’Artillerie, tout en étant un bâtiment notablement reconnu dans la région.

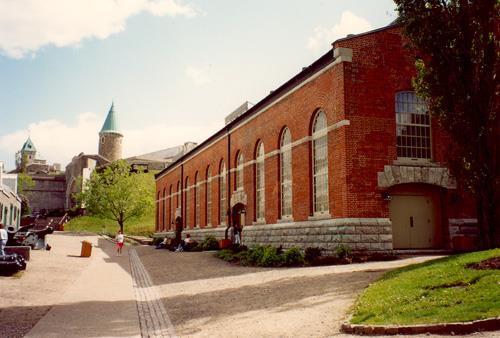
Vue générale de la façade en brique, à l'intérieur du parc de l’Artillerie.
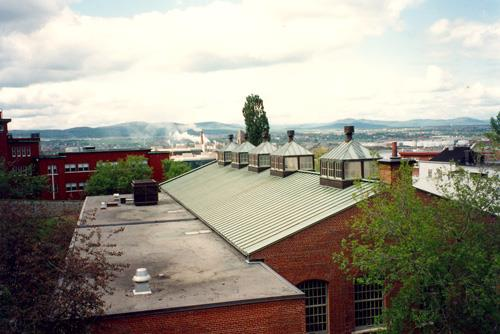
Vue générale de la toiture de la fonderie et du bâtiment administratif ajouté dans les années ultérieurement.